# 독일식 보드 게임

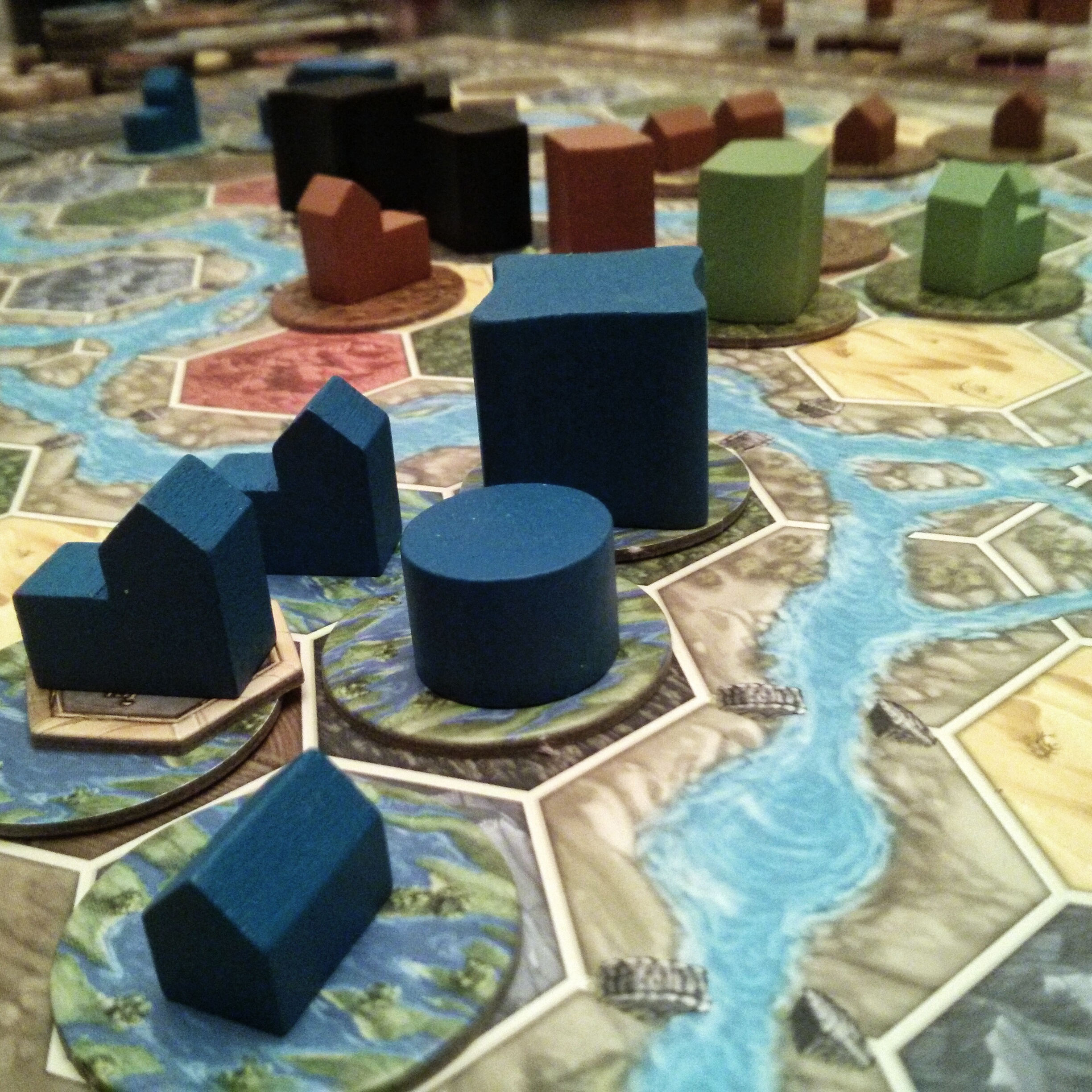
테라 미스티카 게임 플레이 중 보드의 자세한 모습

유로게임(Eurogame)은 독일식 보드 게임(German-style board game) 또는 독일 게임(일반적으로 유럽에서는 단순히 보드 게임으로 불린다)이라고도 불리며, 일반적으로 간접적인 플레이어 상호작용, 플레이어 탈락이 없고 점수를 얻는 다양한 방법을 제공하는 테이블 게임의 한 종류이다. 유로게임은 일반적으로 운, 갈등, 드라마가 더 많은 미국식 보드 게임과 대비되기도 한다. 일반적으로 체스나 바둑 같은 추상전략게임보다는 덜 추상적이지만, 전쟁 게임보다는 더 추상적이다. 마찬가지로, 일반적으로 피크셔너리나 트리비얼 퍼슈트 같은 파티 게임보다 더 많은 생각과 계획을 필요로 한다.

## 역사

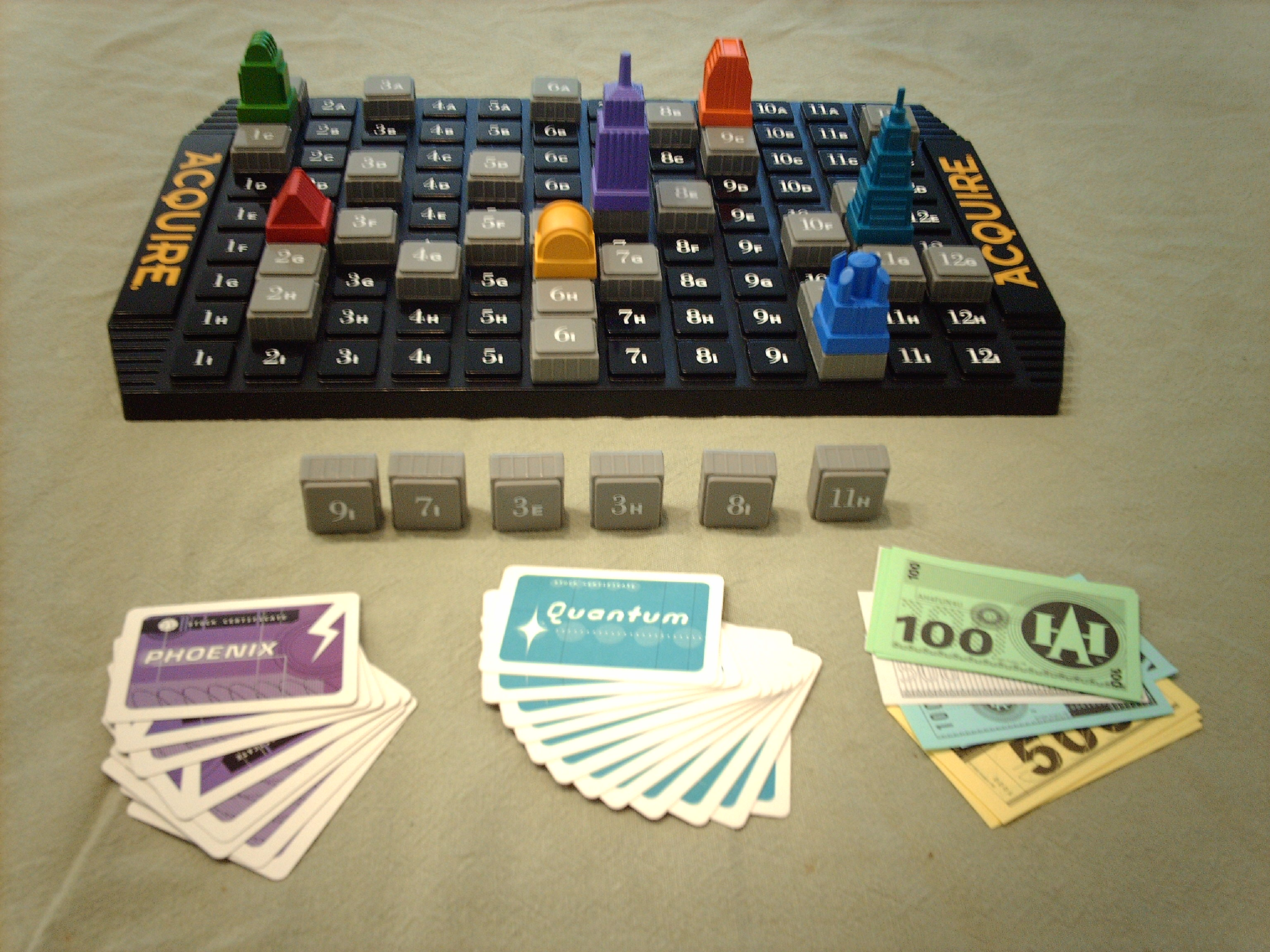
1999년 하스브로 버전의 어콰이어

부분적으로는 전후 갈등을 미화하는 제품에 대한 반감 때문에, 어콰이어를 포함한 3M 북셸프 게임 시리즈의 전략 및 경제 게임이 독일에서 인기를 얻었다. 이 게임들은 직접적인 갈등이나 전쟁 없이 게임 플레이 스타일을 제공했으며, 자원 관리와 보다 평화적인 수단을 통한 경쟁 전략에 초점을 맞춘 디자인의 길을 열었다.

### 독일 가족 보드 게임
이 장르는 1970년대 후반과 1980년대 초반 독일에서 더 집중된 디자인 운동으로 발전했다. 이 장르는 프랑스, 네덜란드, 스웨덴과 같은 다른 유럽 국가로 확산되었다. 이 기간 동안 유럽의 보드 게임은 종종 미국 게임보다 플레이 시간이 짧았으며, 모든 플레이어가 끝까지 참여하도록 장려하는 규칙을 포함하여 조기 탈락 위험을 줄였다.

### 카탄의 개척자
독일식 디자인이 이미 독일 내에서 인기가 있었지만, 1995년에 처음 출판된 카탄의 개척자는 유럽 외부에서 이 장르의 길을 열었다. 그것이 첫 번째 유로게임은 아니었고 독일 밖에서 인기를 얻은 첫 번째 게임도 아니었지만, 이전의 어떤 게임보다 더 성공했다. 독일에서만 수백만 장이 팔렸다. 이 게임의 성공은 직접적인 갈등보다는 계획과 협상에 중점을 둔 이 보드 게임 장르에 대한 새로운 관심, 투자 및 주목을 가져왔다. 라이너 크니치아와 같은 게임 디자이너는 전 세계적으로 인기를 얻었다. 크니치아의 주목할 만한 디자인에는 아문-레, 블루 문 시티, 인제니우스, 켈티스, 반지의 제왕, 메디치, 모던 아트, 라, 타지마할, 티그리스 유프라테스, 사막을 건너가 있다. 그의 디자인 중 상당수는 경매 메커니즘의 반복적인 사용과 같은 수학적 원리를 통합한다.

### 21세기의 성장

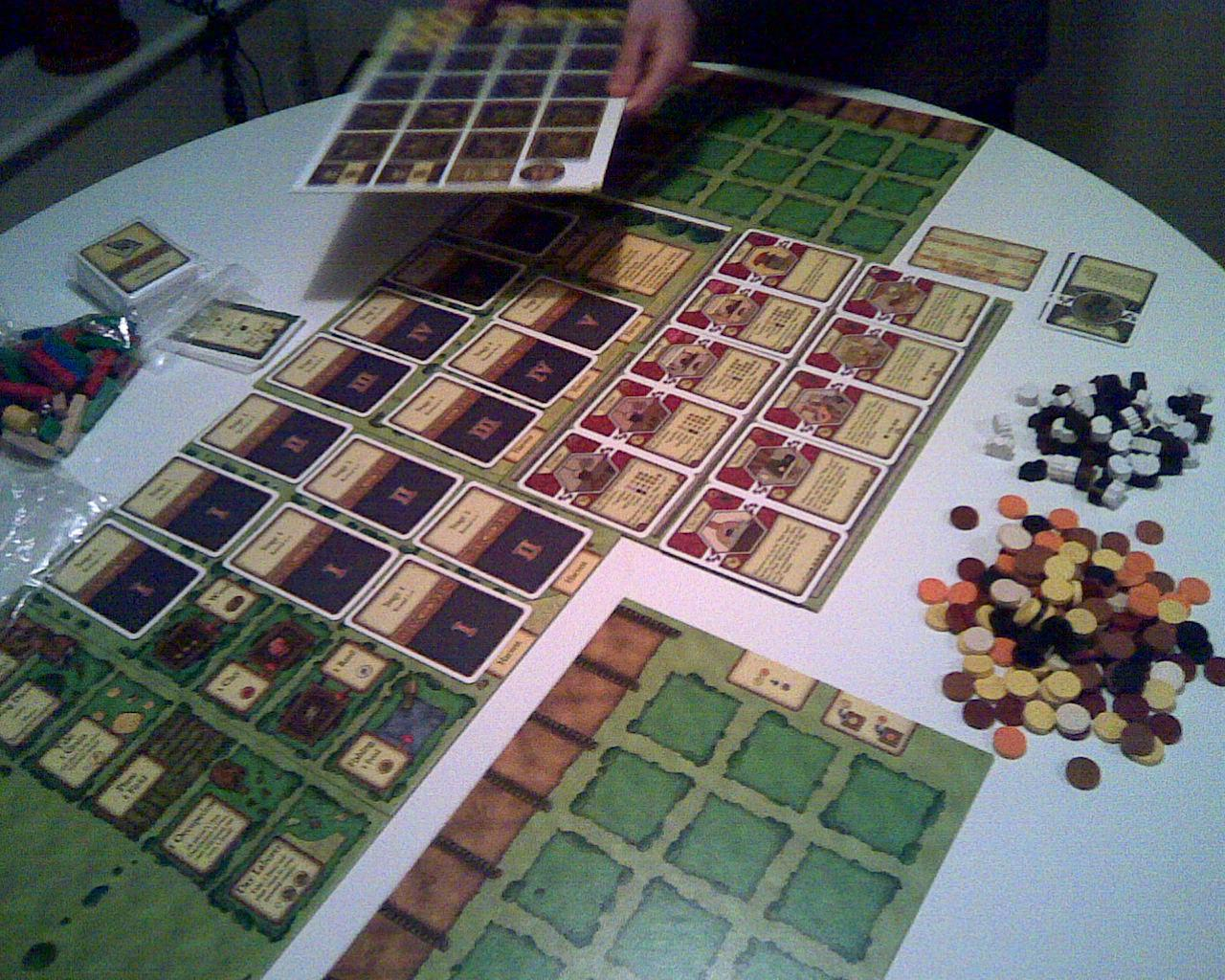
아그리콜라 (보드 게임) 게임 세팅 중

시장이 확대되면서 일부 디자이너들은 '게이머 게임' 또는 '전문가 게임'이라고 불리는 더 깊고 복잡한 게임을 만들기 시작했다. 우베 로젠베르크의 아그리콜라 (보드 게임) (2007)과 헬게 오스터타크와 옌스 드뢰게뮬러의 테라 미스티카 (2012)와 같은 타이틀은 더 상세한 자원 관리, 더 긴 플레이 시간, 심화된 의사 결정 깊이를 도입했다. 이 게임들은 종종 여러 승리 경로를 제공하여 리플레이 가치와 다양한 전략을 열광적인 팬들에게 보장했다. 2009년 기준으로 독일 거주자들은 다른 어떤 국가보다 1인당 더 많은 보드 게임을 구매했다. 미국과 영국과 같은 영어권 시장에서 많은 유로게임이 출판되고 플레이되지만, 그곳에서는 틈새 시장을 차지한다. 널리 인기를 얻은 장르의 다른 게임에는 카르카손 (보드 게임), 푸에르토리코 (보드 게임), 트랜스아메리카 (보드 게임), 티켓 투 라이드, 알람브라, 브래스, 테라포밍 마스가 있다. 오늘날 유로게임은 전략, 사려 깊은 상호작용, 모든 참가자가 참여할 수 있도록 하는 플레이어 탈락 없음 강조로 인해 보드 게임 산업의 중요한 부분을 차지한다. 독일은 여전히 1인당 보드 게임 구매량에서 선두를 달리고 있지만, 유로게임의 인기는 전 세계적으로 확산되었으며 현재 많은 타이틀이 국제적으로 유통되고 찬사를 받고 있다. 독일의 에센 슈필과 같은 컨벤션에는 매년 수천 명의 팬이 모인다.

## 특징
유로게임은 플레이어에게 복잡한 도전을 제시하는 데 중점을 두는 경향이 있다. 직접적인 갈등보다는 경제와 자원 획득을 특징으로 하며, 운의 요소가 제한적이다. 또한 특정 지역과 관련된 테마를 사용하고 직접적인 갈등보다는 개인적인 발전과 비교적 성취를 강조함으로써 체스 같은 추상 전략 게임과도 다르다. 유로게임은 또한 시스템이 게임 테마와 일치하는 것보다 시스템의 기계적 도전을 강조한다. 일반적으로 1970년대와 1980년대에 SPI 및 아발론 힐과 같은 출판사에서 번성했던 전쟁 게임보다 간단하지만, 여전히 상당한 깊이의 플레이를 가지고 있다.
이 장르의 인기가 높아짐에 따라 복잡성이 상승하는 결과가 나타났다. 밀레니엄 이후 미국에서 유로게임이 확산되었을 때 상당히 복잡하다고 여겨졌던 푸에르토리코 (보드 게임)과 같은 게임은 이제는 정상으로 간주되며, 테라 미스티카 및 촐킨과 같은 새로운 하이엔드 타이틀은 마스터하기가 훨씬 더 어렵다.

### 사회적 플레이 장려

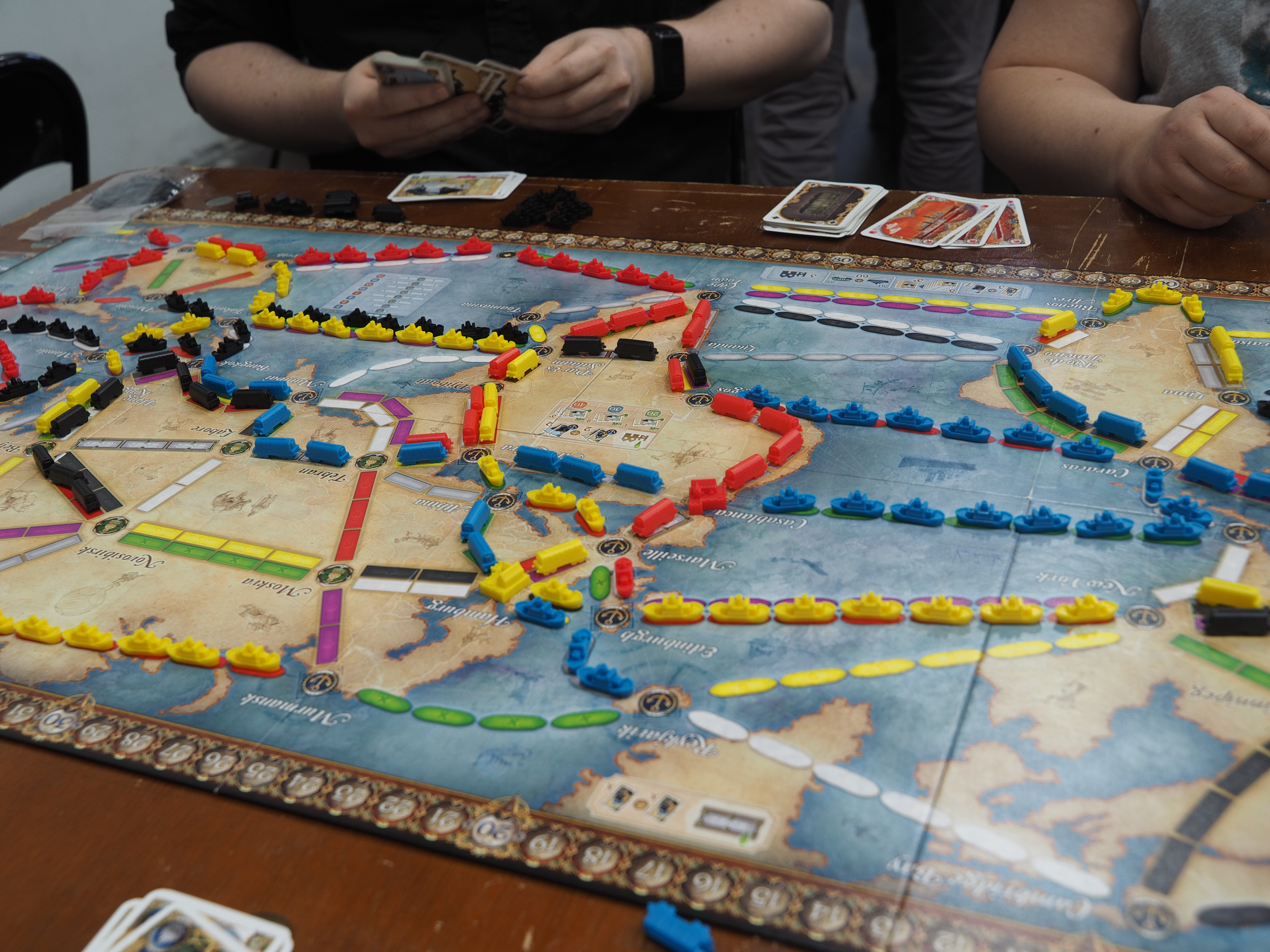
게임이 거의 끝날 무렵의 4인 티켓 투 라이드 게임

많은 타이틀(특히 전략적으로 더 무거운 게임)이 게이머들 사이에서 취미로 열정적으로 플레이되지만, 대부분의 유로게임은 사회적 플레이에 적합하다. 이러한 사회적 기능에 따라 게임의 다양한 특성이 해당 측면을 잘 지원하는 경향이 있으며, 이러한 특성은 장르 전체에 걸쳐 매우 흔해졌다. 리스크 (게임) 또는 모노폴리와 같이 치열한 게임이 무한정 연장될 수 있는 게임과 달리 유로게임은 일반적으로 명시된 플레이 시간 내에 게임을 중지시키는 메커니즘을 가지고 있다. 일반적인 메커니즘에는 미리 결정된 승리 점수, 설정된 게임 턴 수 또는 제한된 게임 자원의 고갈이 포함된다. 플레이 시간은 30분에서 몇 시간까지 다양하며, 1~2시간이 일반적이다. 일반적으로 유로게임은 체스 또는 브릿지처럼 고정된 플레이어 수가 없다. 정확히 2명의 플레이어를 위해 설계된 상당한 양의 유로게임이 있지만, 대부분의 게임은 2명에서 6명 사이의 플레이어를 수용할 수 있다(적합성의 정도는 다양하다). 6인 게임은 다소 드물다. 예를 들어 파워 그리드와 카베르나가 있다(후자는 7인 게임을 지원한다). 일부는 카탄의 개척자 또는 카르카손과 같은 확장이 필요하다. 플레이어는 일반적으로 파트너십이나 팀이 아닌 자신을 위해 플레이한다.
점점 더 많은 유로게임이 수정된 규칙으로 솔로 플레이를 지원한다. 승리하려면 플레이어는 특정 싱글 플레이어 캠페인 목표를 달성하거나 시나리오에 명시된 특별 규칙에 따라 행동하는 시뮬레이션된 상대의 점수를 이겨야 한다. 솔로 플레이에 적합한 최근 유로게임에는 윙스팬, 테라포밍 마스, 스피릿 아일랜드가 있다.

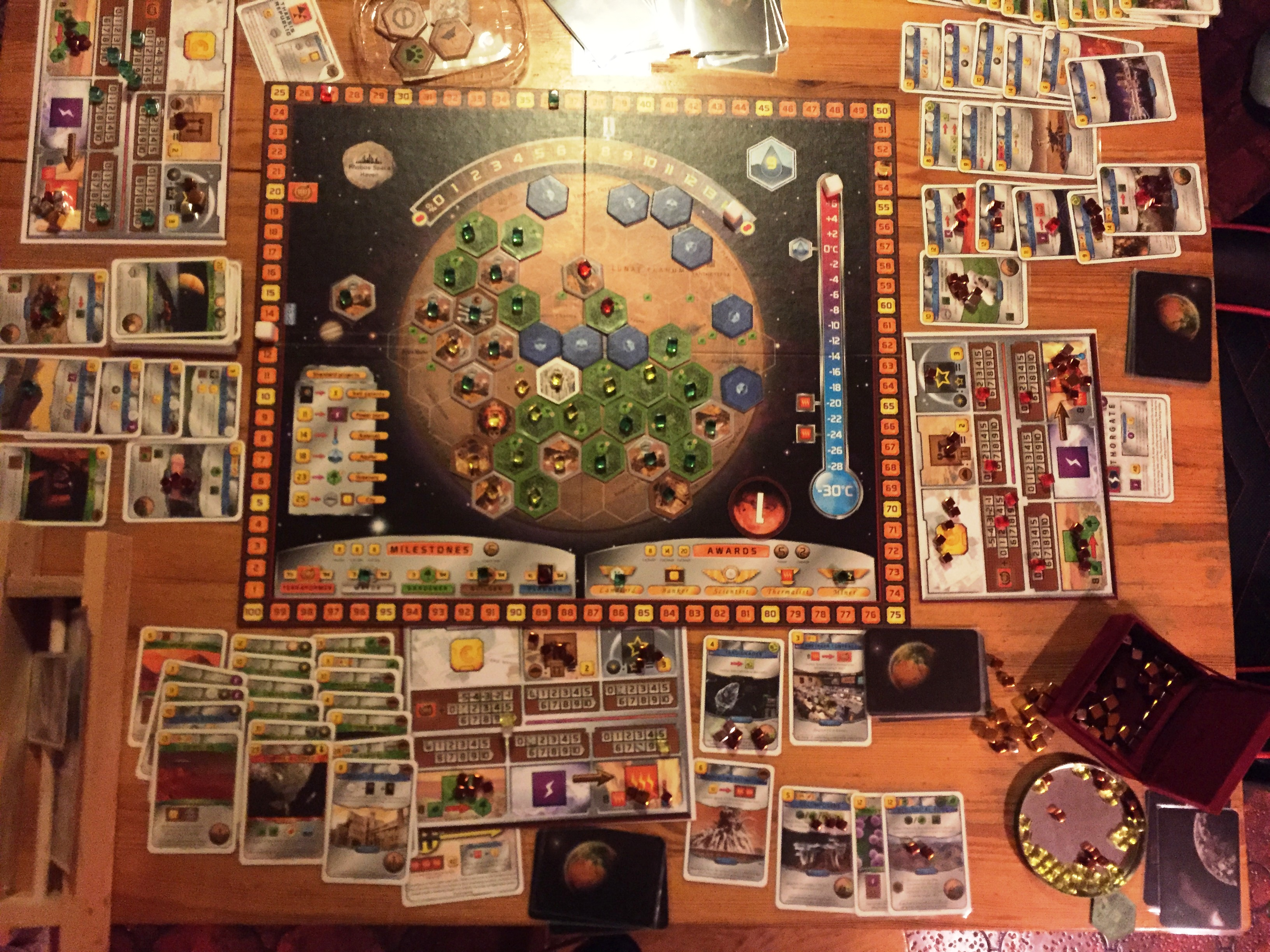
테라포밍 마스 기본 3인 게임 (게임 라운드 끝에 보드, 플레이어 보드, 플레이어 카드를 보여줌)

### 플레이어 탈락 없음
이 게임의 또 다른 중요한 특징은 플레이어 탈락이 없다는 것이다. 게임이 끝나기 전에 플레이어를 탈락시키는 것은 이러한 게임의 사회적 측면에 위배된다고 간주된다. 대부분의 게임은 모든 플레이어를 가능한 한 오래 게임에 참여시키도록 설계되어 게임 후반까지 승리 또는 패배를 확실하게 알 수 있는 경우가 드물다. 플레이어 탈락 없음과 관련하여 유로게임 점수 시스템은 종종 숨겨진 점수 또는 게임 종료 보너스가 플레이 종료 시 뒤처지는 위치에 있는 플레이어를 선두로 도약시킬 수 있도록 설계된다. 두 번째 결과는 유로게임이 승리하는 여러 경로를 갖는 경향이 있다는 것이다(다른 게임 종료 보너스를 목표로 하는 것에 따라 다름). 다른 플레이어에게 어떤 전략 경로를 추구하는지는 종종 명확하지 않다. 밸런스 메커니즘은 종종 규칙에 통합되어 뒤처지는 플레이어에게 약간의 이점을 제공하고 선두 주자에게 약간의 방해를 준다. 이것은 게임이 마지막까지 경쟁적이도록 유지하는 데 도움이 된다. 그 예로 턴 순서가 도시 수(및 가장 큰 발전소가 동점자 결정)에 의해 결정되어 앞서가는 플레이어가 플레이 옵션에서 불리하게 작용하는 파워 그리드가 있다.

### 게임 메커니즘

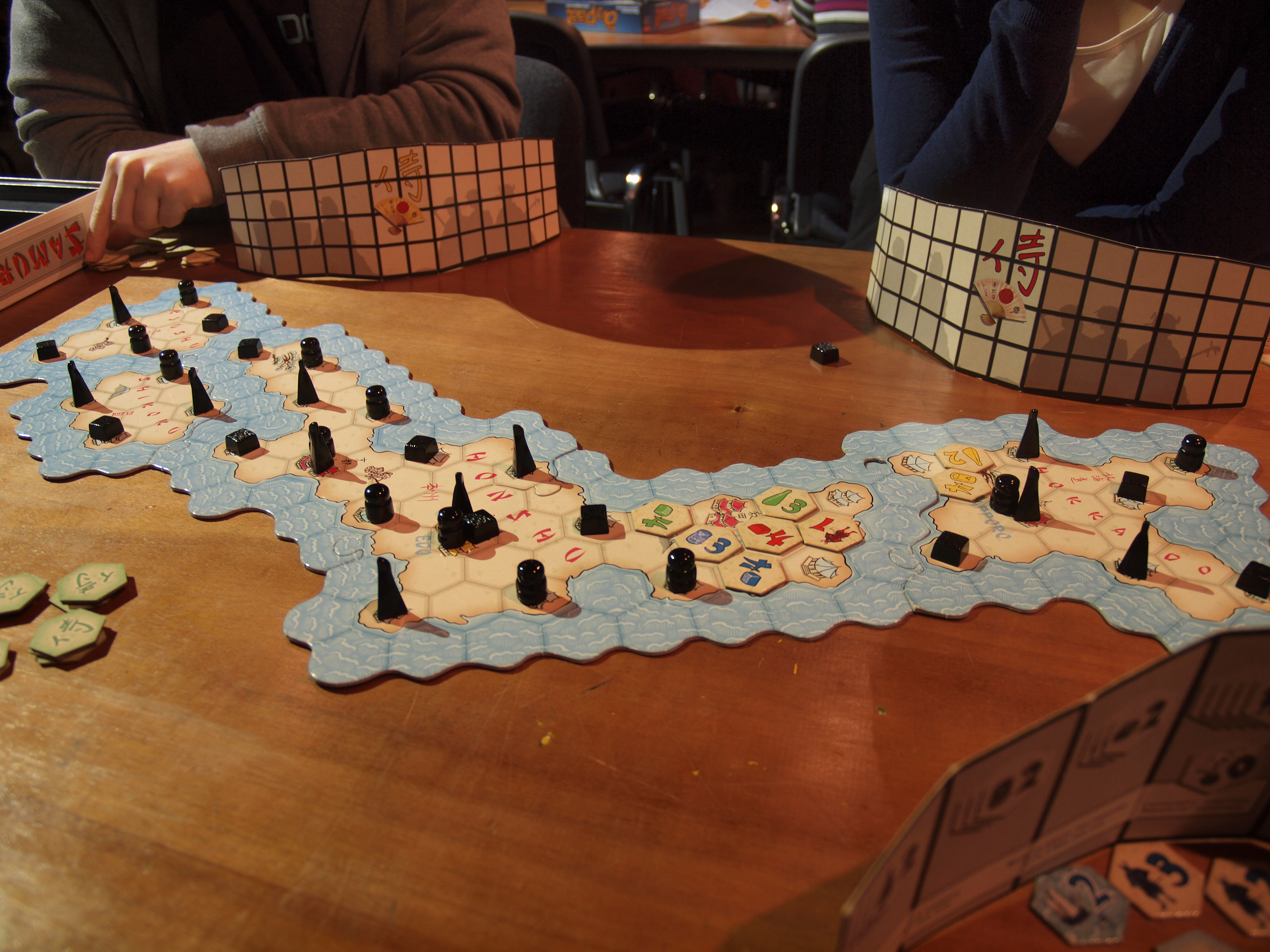
사무라이는 타일 배치, 세트 수집, 지역 제어 게임이다.

다양하고 종종 혁신적인 게임 역학 또는 메커니즘이 사용되며, 주사위를 굴리고 이동하거나, 잡거나, 트릭테이킹과 같은 친숙한 메커니즘은 피한다. 게임에 보드가 있는 경우, 보드는 보통 균일하거나 대칭적이지 않고 불규칙하다(체스나 스크래블보다는 리스크처럼). 보드는 종종 무작위이거나(카탄의 개척자처럼) 무작위 요소가 있다(예: 티칼). 일부 보드는 단지 기억을 돕거나 조직적이며 플레이를 쉽게 하는 데만 기여한다. 예를 들어 크리비지 보드와 같은 것이다. 푸에르토리코와 피렌체의 대공이 그 예이다. 무작위 요소는 종종 존재하지만 일반적으로 게임을 지배하지는 않는다. 규칙은 가볍거나 중간 정도이지만 플레이 깊이를 허용하며, 보통 생각, 계획, 게임 전반에 걸친 전술 변화를 요구하며 체스 또는 백개먼과 같은 초반, 중반, 종반을 특징으로 한다.
스튜어트 우즈의 유로게임은 유로게임에서 흔히 볼 수 있는 메커니즘의 여섯 가지 예를 인용한다.
- 타일 배치 - 게임 구성 요소를 게임 보드에 공간적으로 배치하는 것.
- 경매 - 다른 플레이어와 게임 시스템 자체로부터 자원과 액션의 공개 및 비공개 경매를 포함한다.
- 거래/협상 - 단순히 동등한 가치의 자원을 거래하는 것이 아니라 플레이어가 시장을 설정할 수 있도록 하는 것.
- 세트 수집 - 특정 그룹의 자원을 수집하여 점수 또는 기타 통화로 교환하는 것.
- 지역 제어 - 지역 다수 또는 영향이라고도 불리며, 자원 할당을 통해 게임 요소 또는 보드 공간을 제어하는 것.
- 일꾼 배치 또는 역할 선택 - 플레이어는 순차적으로 특정 게임 액션을 선택하며, 이전에 선택한 액션을 선택할 수 없다.

### 낮은 무작위성
유로게임 디자인은 운과 무작위 요소의 중요성을 낮추는 경향이 있다. 종종 게임의 유일한 무작위 요소는 초기 설정의 자원 또는 지형 분포이거나 (드물지만) 이벤트 또는 목표 카드의 무작위 순서일 것이다. 다른 스타일 게임에서 의도적으로 무작위적인 메커니즘이 하는 역할은 대신 다른 플레이어 행동의 예측 불가능성으로 충족된다.

### 테마
테마의 예시는 다음과 같다:

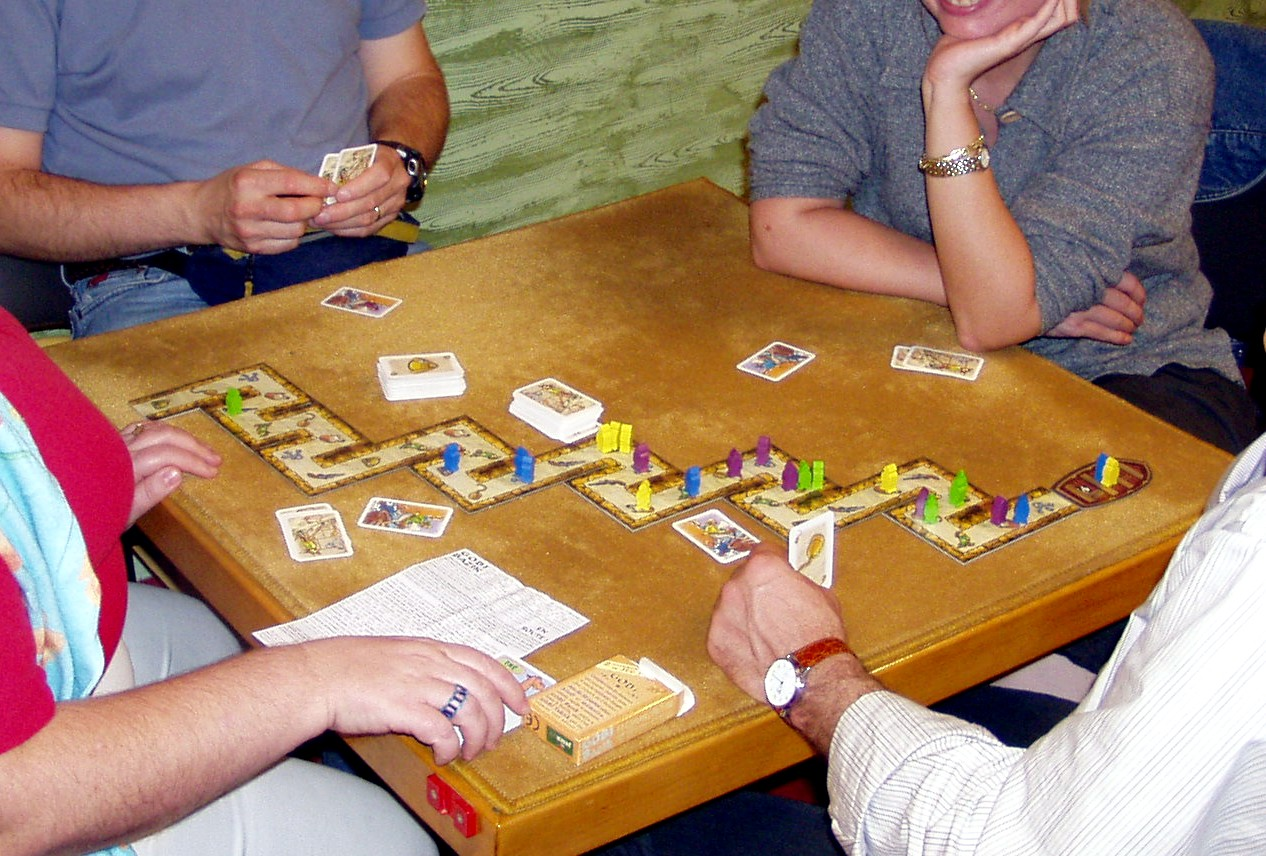
카르타헤나의 테마는 1672년 해상강도가 이끈 카르타헤나 요새 탈옥 실화이다.

- 카르카손 - 성벽이 있는 도시, 수도원, 도로, 들판이 있는 중세 풍경을 건설한다.
- 푸에르토리코 - 18세기 푸에르토리코 섬에 플랜테이션을 개발한다.
- 파워 그리드 - 전력 회사의 네트워크를 확장하고 더 나은 발전소를 구매한다.
- 임페리얼 - 국제 투자자로서 제1차 세계 대전 이전 유럽 제국의 정치에 영향을 미친다.
- 브뤼셀 1893 - 19세기 후반에 아르누보 건축가 역할을 맡아 벨기에에서 가장 유명한 건축가가 되려고 노력한다.[14]

### 작가로서의 게임 디자이너
실제 플레이와 관련이 없지만, 게임 디자이너의 이름은 종종 상자 또는 최소한 규칙서에 눈에 띄게 언급된다. 최고의 디자이너들은 유로게임 애호가들 사이에서 상당한 추종을 얻고 있다. 이러한 이유로 "디자이너 게임"이라는 이름이 종종 장르에 대한 설명으로 제공된다. 최근에는 독일 베스트셀러 데어 슈바름과 잉크하트 시리즈에서 스타일을 가져온 게임과 같이 인기 소설의 스핀오프로 디자인된 게임의 물결도 있었다.

## 산업

### 디자이너
유로게임 디자이너는 다음과 같다:

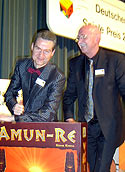
2003년 독일 에센에서 열린 도이처 슈필프라이스 시상식의 라이너 크니치아와 베른트 브룬호퍼

- 앙투안 바우자, 프랑스의 다작 디자이너로 세븐원더스, 도카이도, 타케노코의 창시자이다.[15]
- 브뤼노 카탈라, 프랑스 태생의 게임 디자이너로 킹도미노[16]와 파이브 트라이브스의 창시자이다.[17]
- 블라다 치바틸, 체코의 보드 게임 및 비디오 게임 디자이너로, 그의 게임에는 쓰루 디 에이지스, 갤럭시 트러커, 스페이스 얼럿, 코드네임이 있다. 그의 규칙서는 종종 여러 "학습 시나리오"로 나뉘어 있어 플레이어가 시나리오를 진행하면서 규칙을 점차적으로 익힐 수 있다.
- 레오 콜로비니, 카르타헤나와 카르카손: 더 디스커버리의 디자이너이다.
- 뤼디거 돈, 이스탄불, 카루바, 라스베가스, 룩소르 등을 만든 독일 디자이너이다.[15]
- 브뤼노 페뒤티, 프랑스의 디자이너로 시타델의 창시자이다.[18]
- 슈테판 펠트, 특히 주사위를 사용하는 게임[19]과 플레이어가 다양한 방법으로 점수를 얻을 수 있는 게임[20]을 디자인했다. 그는 부르고뉴의 성채[20], 트라얀, 스트라스부르, 브뤼주, 카르페 디엠과 같은 게임을 디자인했다.
- 프리데만 프리제, 독일 디자이너로 파워 그리드[21] 등을 만들었다.
- 맥 게르츠, 안티케, 임페리얼, 나베가도르, 콩코르디아와 같은 게임의 독일 디자이너이다.[22]
- 라이너 크니치아,[23] 600개 이상의 출판된 게임을 디자인한 독일 디자이너이다. 그의 게임의 반복적인 메커니즘에는 경매(라와 모던 아트), 타일 배치(티그리스 유프라테스[24]와 인제니우스), 복잡한 점수 규칙(사무라이)이 있다. 그는 또한 로스트 시티[25], 쇼튼토튼, 블루 문과 같은 카드 게임과 협동 보드 게임인 반지의 제왕도 디자인했다.
- 볼프강 크라머, 다른 게임 디자이너들과 종종 함께 작업한다. 그의 타이틀에는 엘 그란데, 티칼, 피렌체의 대공, 토레스가 있다. 그의 게임에는 종종 액션 포인트 시스템과 기하학적 요소가 포함된다.
- 앨런 R. 문, 영국 태생의 디자이너로, 그의 게임은 종종 철도 테마를 가지며, 슈필데스야레스 수상작인 티켓 투 라이드[26]와 엘펜란드를 포함한다.
- 알렉스 랜돌프, 125개 이상의 게임을 만들었다.
- 우베 로젠베르크, 아그리콜라, 르아브르, 패치워크 등 여러 게임의 디자이너이다.[21]
- 시드 잭슨은 다작의 미국 게임 디자이너로, 특히 어콰이어와 같은 그의 게임은 유로게임 장르를 예견하고 강력하게 영향을 미쳤다.[3]
- 미하엘 샤흐트, 콜로레토, 주롤레토, 아콰레토, 발도라, 아프리카나, 파워 웹, 차이나, 한, 한자, 몬도, 몬도 사피엔스, 숲의 영혼, 코니 아일랜드의 독일 디자이너이다.
- 안드레아스 자이파르트, 푸에르토리코[2], 맨해튼, 그리고 카렌 자이파르트와 함께 투른 운트 탁시스 게임을 디자인했다.
- 클라우스 토이버, 카탄의 개척자의 디자이너이다.[27]
- 클라우스-위르겐 브레데, 카르카손 보드 게임 시리즈의 독일 게임 디자이너이다.[28]

### 이벤트

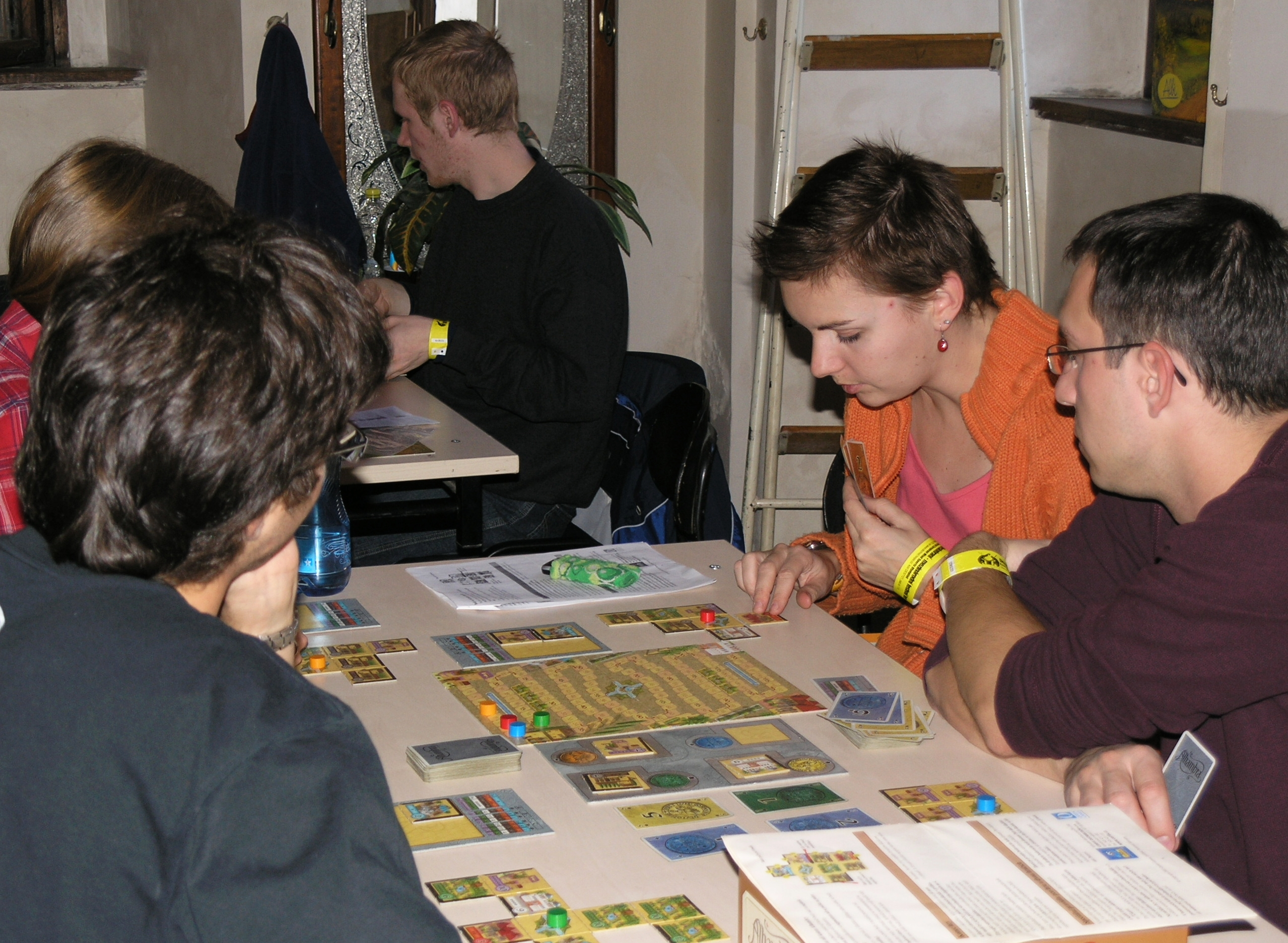
데스코흐라니 2008에서 플레이어들이 알람브라에서 통화를 거래하고 타일을 놓아 안달루시아주 궁전을 짓고 있다.

국제 게임 박람회라고도 불리는 에센 슈필 또는 에센 게임 박람회는 세계에서 가장 큰 비디지털 게임 컨벤션이며, 매년 가장 많은 유로게임이 출시되는 곳이다. 1983년에 설립되어 매년 독일 에센에서 개최되는 이 박람회는 사람들이 만나 보드 게임을 하고 게임을 독일 문화의 필수적인 부분으로 보여주기 위한 장소를 제공하는 것을 목표로 설립되었다.
"월드 보드게이밍 챔피언십"은 매년 7월 미국 펜실베이니아주에서 개최된다. 이 행사는 9일 동안 진행되며 100개 이상의 게임 토너먼트 트랙이 포함된다. 전통적인 전쟁 게임도 플레이되지만, 가장 인기 있는 토너먼트는 유로게임이며 일반적으로 유로게임 중심 행사로 인식된다. 참가자는 국제적이지만 미국과 캐나다 출신 플레이어가 우세하다.

### 수상
가장 권위 있는 독일 보드 게임 상은 슈필데스야레스("올해의 게임")이다. 이 상은 매우 가족 지향적이며, 티켓 투 라이드 및 엘펜란드와 같이 짧고 접근하기 쉬운 게임이 수상 위원회에 의해 일반적으로 선호된다.
2011년 슈필데스야레스를 담당하는 배심원단은 더 복잡한 게임을 위한 케너슈필 데스 야레스 또는 전문가 게임상을 제정했다.
도이처 슈필프라이스("독일 게임상")도 푸에르토리코와 같이 더 복잡하고 전략적인 게임에 수여된다. 몇몇 게임은 두 상 모두를 수상할 만큼 광범위한 매력을 가졌다: 카탄의 개척자 (1995년 출판), 카르카손 (2000년 출판), 도미니언 (2008년 출판).

## 영향
엑스박스 라이브 아케이드에는 이 장르의 인기 게임들이 포함되어 있으며, 카탄은 2007년 5월 13일에 큰 판매량을 기록하며 출시되었고, 카르카손은 2007년 6월 27일에 출시되었다. 로스트 시티와 티켓 투 라이드가 곧 뒤를 이었다. 알람브라는 2007년 후반에 출시될 예정이었지만 취소되었다.
아이폰은 2009년에 카탄의 개척자와 주롤레토 버전을 받았다. 카르카손은 2010년 6월 아이폰 앱 스토어에 추가되었다. 나중에 티켓 투 라이드는 아이폰과 아이패드 모두에서 개발되어 보드 게임 판매량이 크게 증가했다.

## 같이 보기
- 보드게임긱 – 보드 게임 애호가를 위한 온라인 포럼
- BrettspielWelt – 독일 무료 온라인 게임 사이트
- 협동 보드 게임 – 플레이어가 공통 목표를 달성하기 위해 함께 노력하는 보드 게임
- Going Cardboard – 독일식 보드 게임과 그 커뮤니티에 대한 다큐멘터리
- 게임 디자이너 목록